# زكية الخنجي
زكية الخنجي ممثلة بحرينية، اشتهرت في الكويت.

## عن حياتها
في عام 1964 بدأت العمل بالمجال الفني بالكويت مع موجة ظهور الممثلات في الكويت، وكان أول أعمالها مسلسل مذاكرت بوعليوي مع عبد الحسين عبد الرضا وعبد العزيز النمش، ومن هذا العمل بدأت المشاركة بأعمال تلفزيونية ومسرحية عدة اشتهرت خلالها بأدوار الخادمة، ولكنها توقفت عن العمل الفني بالاعتزال عام 1999.

## أعمالها الفنية

### السهرات التلفزيونية
- الساق المبتورة.
- أشواك الربيع.
- واحد زائد واحد يساوي واحد.
- صورة وبرواز.
- حاجز الوهم.
- و بدا الحب.
- السلسلة.
- أقنعة حقيقية.

### من المسلسلات
- مذكرات بوعليوي.
- أجلح وأملح.
- الأقدار.
- علاء الدين.
- سيدي الرجل لا.
- إلى الشباب مع التحية.
- أحلام البسطاء.

### من المسرحيات
- الليلة يصل محقان.
- عالم نساء ورجل.
- السيف.
- على هامان يا فرعون.
- يسوونها الكبار.
- ثلاثة على واحد.

## روابط خارجية
- زكية الخنجي على موقع قاعدة بيانات الأفلام العربية